# Émanville, Seine-Maritime

Émanville este o comună în departamentul Seine-Maritime, Franța. În 1 ianuarie 2022 avea o populație de 768 de locuitori.